# 牛头店镇
牛头店镇，是中华人民共和国陕西省安康市镇坪县下辖的一个乡镇级行政单位。

## 行政区划
牛头店镇下辖以下地区：
国庆村、白珠村、竹叶村、前进村、水晶坪村、先锋村和红星村。